# Nhà nguyện Scrovegni

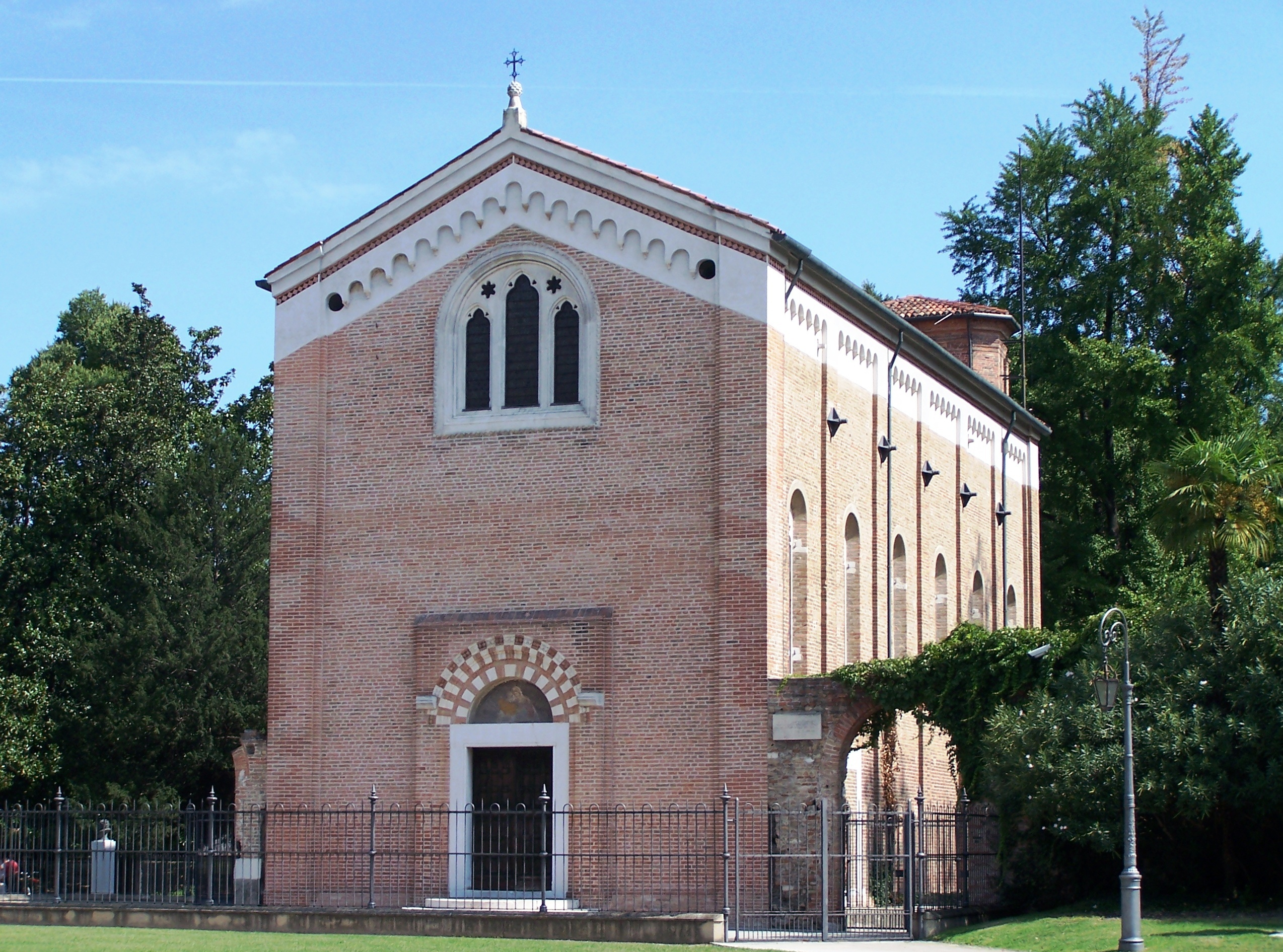
Mặt ngoài của nhà nguyện Scrovegni

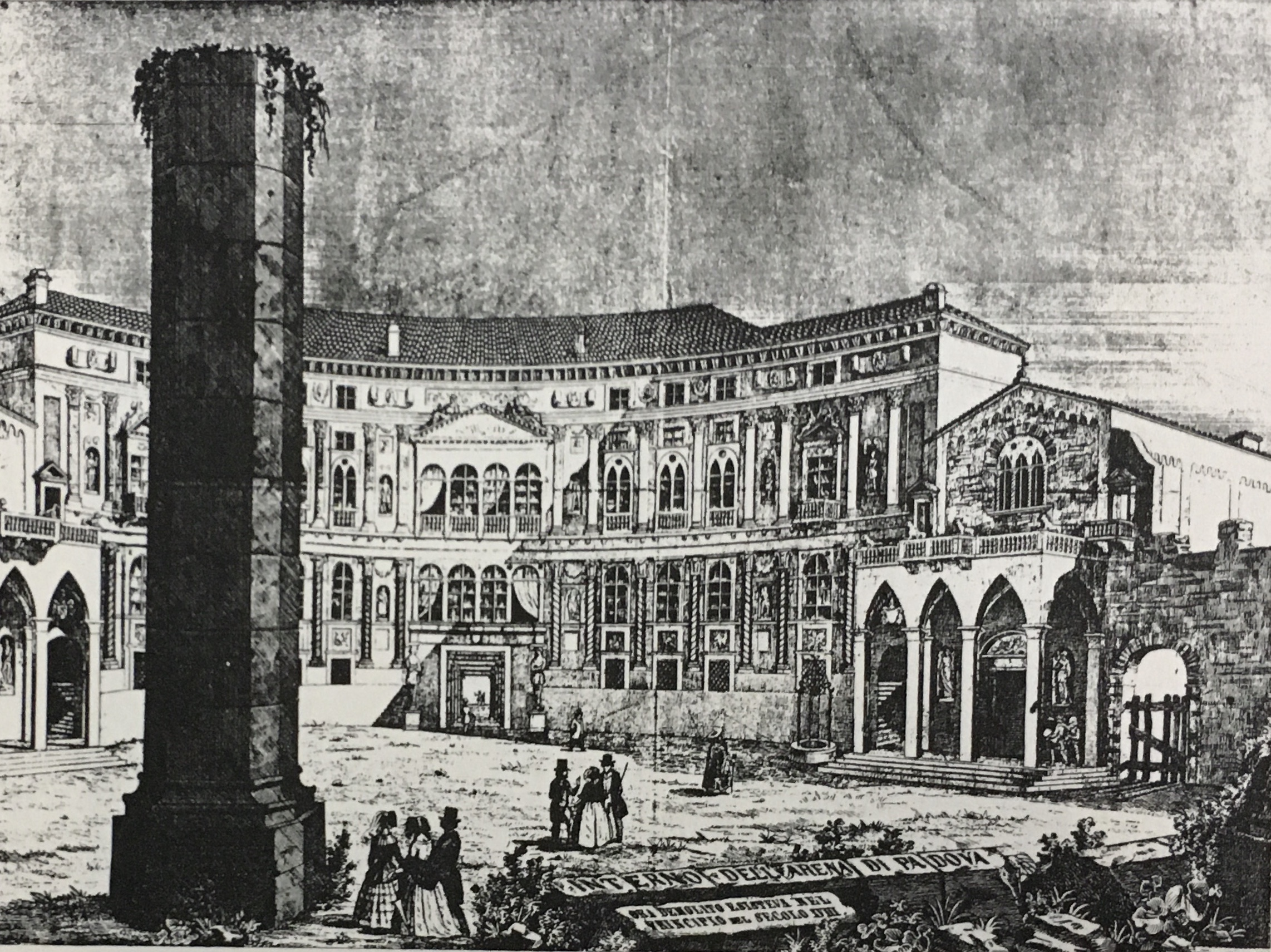
Một bản khắc năm 1842 (từ một bức tranh màu nước trước đó) cho thấy Nhà nguyện Arena ở bên phải của một cung điện cũ, cũng được Enrico Scrovegni mua và trang trí lại. Cung điện đã bị phá bỏ vào năm 1827.

Nhà nguyện Scrovegni (tiếng Ý: Cappella degli Scrovegni [kapˈpɛlla deʎʎi skroˈveɲɲi]) còn được biết đến là Nhà nguyện Arena là một nhà thờ nhỏ nằm liền kề với tu viện dòng Thánh Augustinô Eremitani cũ ở Padova, Veneto, miền bắc Ý. Nhà nguyện và tu viện hiện là một phần của khu phức hợp bảo tàng nghệ thuật của Padova.
Nhà nguyện này nổi tiếng với chuỗi các bức bích họa của họa sĩ Giotto được hoàn thành vào khoảng năm 1305 và được coi là một kiệt tác quan trọng của nghệ thuật phương Tây. Vào năm 2021, nhà nguyện đã được UNESCO công nhận là một phần của Di sản thế giới Các chuỗi bích họa từ thế kỉ XIV ở Padova bao gồm 8 công trình ở Padova. Đặc biệt, nhà nguyện Scrovegni chứa đựng những bức bích họa quan trọng nhất đánh dấu sự khởi đầu của một cuộc cách mạng trong lĩnh vực vẽ tranh tường và ảnh hưởng đến kỹ thuật, phong cách và nội dung của bức bích họa trong suốt thế kỷ.

## Mô tả
Giotto cùng nhóm họa sĩ cộng sự của ông đã cho bao phủ tất cả các bề mặt bên trong của nhà nguyện bằng các bức bích họa, gồm cả tường và trần nhà. Gian giữa của nhà nguyện này có chiều dài 20,88 mét, rộng 8,41 mét và cao 12,65 mét. Trần của nhà nguyện có dạng hình vuông lõm có cạnh là 4,31 mét và sâu 4,49 mét và một khu vực hình ngũ giác sâu 2,57 mét. Các chuỗi bích họa nổi bật nhất là Cuộc đời của Chúa Kitô và Cuộc đời của Đức Trinh Nữ. Bức tường ở phía sau của nhà thờ, nơi dẫn vào nhà nguyện là nơi có bức tranh Sự phán xét cuối cùng lớn. Ngoài ra còn có các bảng ở dạng đơn màu thể hiện Đức hạnh và Tệ nạn.
Nhà nguyện được dành riêng cho Đức Mẹ Maria vào Lễ Truyền Tin từ năm 1303 và được thánh hiến vào năm 1305. Phần lớn bức bích họa của Giotto tập trung vào cuộc đời của Đức Trinh Nữ Maria và ca ngợi vai trò của bà trong sự cứu rỗi nhân loại. Bản motet của Marchetto da Padova dường như đã được sáng tác cho sự kiện 25 tháng 3 năm 1305 trên. Nhà nguyện này còn được gọi là nhà nguyện Arena vì nó được xây dựng trên mảnh đất được mua bởi Enrico Scrovegni trên một hí trường. Không gian là nơi diễn ra một đám rước ngoài trời và đại diện thiêng liêng của Lễ Truyền Tin cho Đức Trinh Nữ đã được diễn ra trong một thế hệ trước khi nhà nguyện được xây dựng.